# Kloster Kreuzberg
Das Kloster Kreuzberg ist ein Kloster der Franziskaner im Ortsteil Klosterkreuzberg der Stadt Bischofsheim in der Rhön in Unterfranken in der Diözese Würzburg.
Es liegt am Westhang des Kreuzbergs in der Rhön auf 864 m. Jährlich finden etwa 70 bis 80 Wallfahrten aus ganz Franken zum Kreuzberg, dem „Heiligen Berg der Franken“, und zu seinem Kloster statt. Es gibt eine Klosterwirtschaft mit Übernachtungsmöglichkeiten für bis zu 250 Personen. Insgesamt werden etwa 500.000 bis 600.000 Besucher im Jahr gezählt.

## Geschichte
In vorchristlicher Zeit befand sich möglicherweise eine heidnische Kultstätte auf dem Kreuzberg. Die keltische und germanische Besiedlung in der Rhön und der frühere Name Asenberg (nach dem germanischen Göttergeschlecht der Asen) lassen kultische und religiöse Handlungen auf dem Berg vermuten. Zudem soll sich auf dem Berg eine heilige Esche befunden haben (siehe hierzu: Yggdrasil und Baumkult), woran der vom 12. bis zur Mitte des 17. Jahrhunderts verwendete Name Aschberg erinnerte.
Im Jahre 686 soll St. Kilian an Stelle der heidnischen Kultstätte ein Kreuz errichtet haben, weshalb dieser Ort dann den Namen Kreuzberg erhielt. Urkundlich belegt ist, dass bereits im 14. Jahrhundert Wallfahrer hierher zu einem Kreuz pilgerten. Dieses Kreuz wurde im Deutschen Bauernkrieg (1524/25) zerstört. Julius Echter von Mespelbrunn ließ 1582 an dieser Stelle drei steinerne Kreuze aufstellen. 1710 entstand dort der Kapellenkreuzweg mit Golgatha-Gruppe. Aufgrund seiner Tradition als Wallfahrtsort gilt der Kreuzberg als „Heiliger Berg der Franken“.
Im Jahr 1598 wurde eine erste Wallfahrtskapelle fertiggestellt. 1627 wurden die Franziskaner vom Kloster Dettelbach mit der Wallfahrtsseelsorge beauftragt. Im Jahr 1677 wurde der Stiftungsbrief zum Bau einer Kirche und zur Errichtung eines Klosters ausgestellt. 
Das der Kreuzerhöhung gewidmete Kloster wurde zwischen 1681 und 1692 unter Fürstbischof Peter Philipp von Dernbach erbaut. 1692 wurden Kirche und Franziskanerkloster geweiht. Zwischen 1699 und 1706 ließ Fürstbischof Johann Philipp von Greiffenclau zu Vollrads den sogenannten Fürstenbau als Gästetrakt und spätere Infirmerie erbauen. 
1731 erging die Erlaubnis zur Einrichtung der Klosterbrauerei. Seitdem wird auf dem Kreuzberg Bier gebraut.

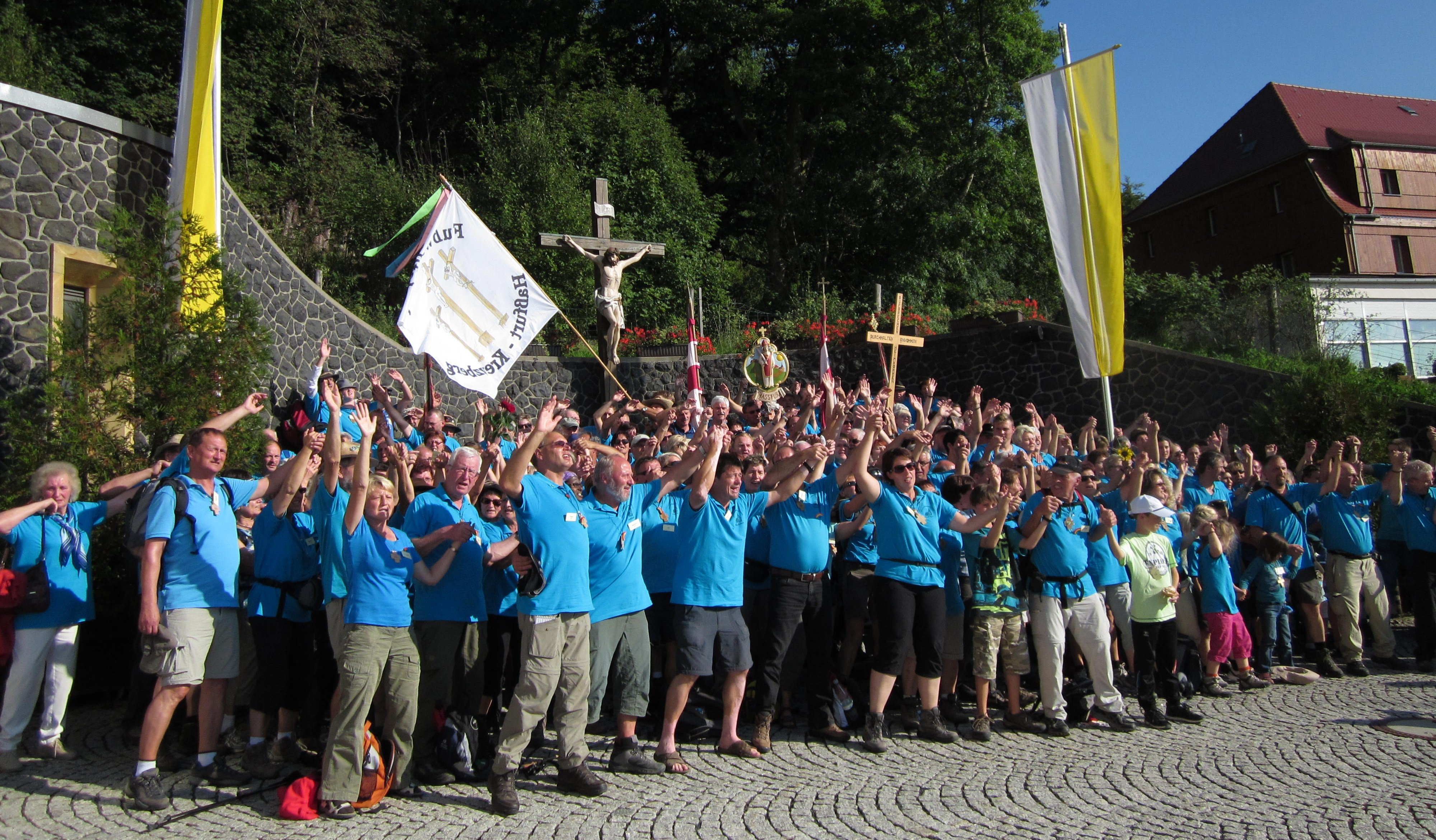
Ankunft einer Wallfahrergruppe (2012)

Das Kloster wurde 1803 nicht wie fast alle anderen in Bayern durch die Säkularisation aufgehoben; lediglich die Wallfahrt wurde verboten. Diese Regelung wurde durch König Ludwig I. nach dem Wiener Kongress, als Würzburg an das Königreich Bayern fiel, wieder aufgehoben. Der Fortbestand des ursprünglich zum Aussterben bestimmten Klosters wurde durch Dekret vom 30. September 1826 gesichert.
In den 1950er-Jahren begannen die Erweiterungen der Klosteranlagen mit dem Marienbau und dann mit dem Antoniusbau. Im Jahr 1954 wurde das historische Brauhaus erneuert. 1958 wurde das Kreuzberghotel (heutiges Bruder-Franz-Haus) von der Bayerischen Franziskanerprovinz übernommen.
Bier wird seit 1990/91 mit vollautomatisierten neuen Anlagen gebraut.
Im Dezember 2008 wurde das Bruder-Franz-Haus mit einer Touristinformation der Rhön GmbH und einer Dauerausstellung eröffnet.
Das Kloster gehört heute zu der 2010 durch Fusion der vier deutschen Ordensprovinzen entstandenen Deutschen Franziskanerprovinz Germania. Zur Hausgemeinschaft gehören fünf Brüder. Ihre Hauptaufgabe ist die Wallfahrtsseelsorge und die Feier der Gottesdienste in der Klosterkirche. Beim Provinzkapitel der Deutschen Franziskanerprovinz vom 18. bis 21. März 2019 gehörte das Kloster auf dem Kreuzberg nicht zu den Klöstern, die wegen des Mangels an Nachwuchs geschlossen werden mussten, es bekam jedoch auch keine Bestandsgarantie, sondern gehört zu den Niederlassungen, über deren Fortbestand situativ entschieden werden soll.
Die Klosterbrauerei, die Gaststätte, der Berggasthof Elisäus, die Kloster-Pension sowie ein Souvenirladen werden von der Franziskaner Klosterbetriebe GmbH geführt.

## Klosterkirche

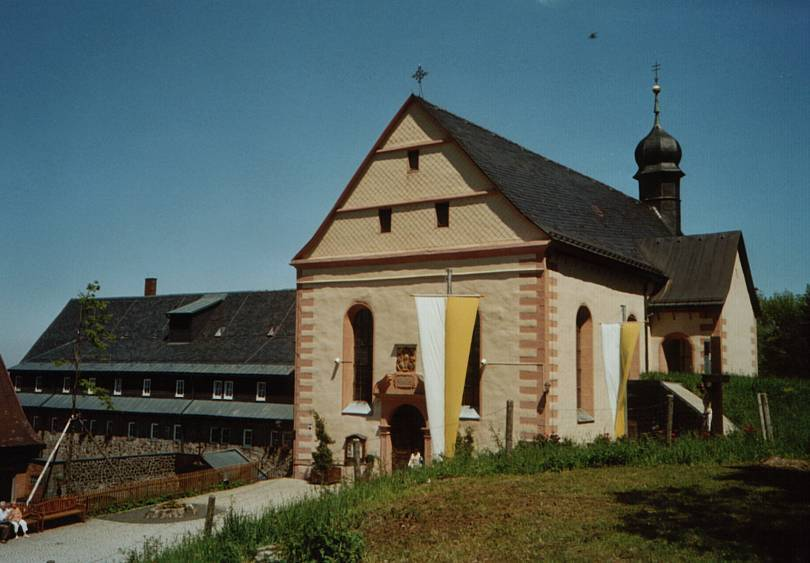
Klosterkirche

### Geschichte und Beschreibung
Die Klosterkirche ist eine typische franziskanische Anlage in der Tradition der Bettelordenskirchen, ohne Turm, nur mit Dachreiter. Über dem Barockportal mit gesprengtem Giebel ist das dreiteilige Allianzwappen der Würzburger Fürstbischöfe Johann Gottfried von Guttenberg, Peter Philipp von Dernbach und Konrad Wilhelm von Wernau, der Bauherren der Kirche, angebracht.

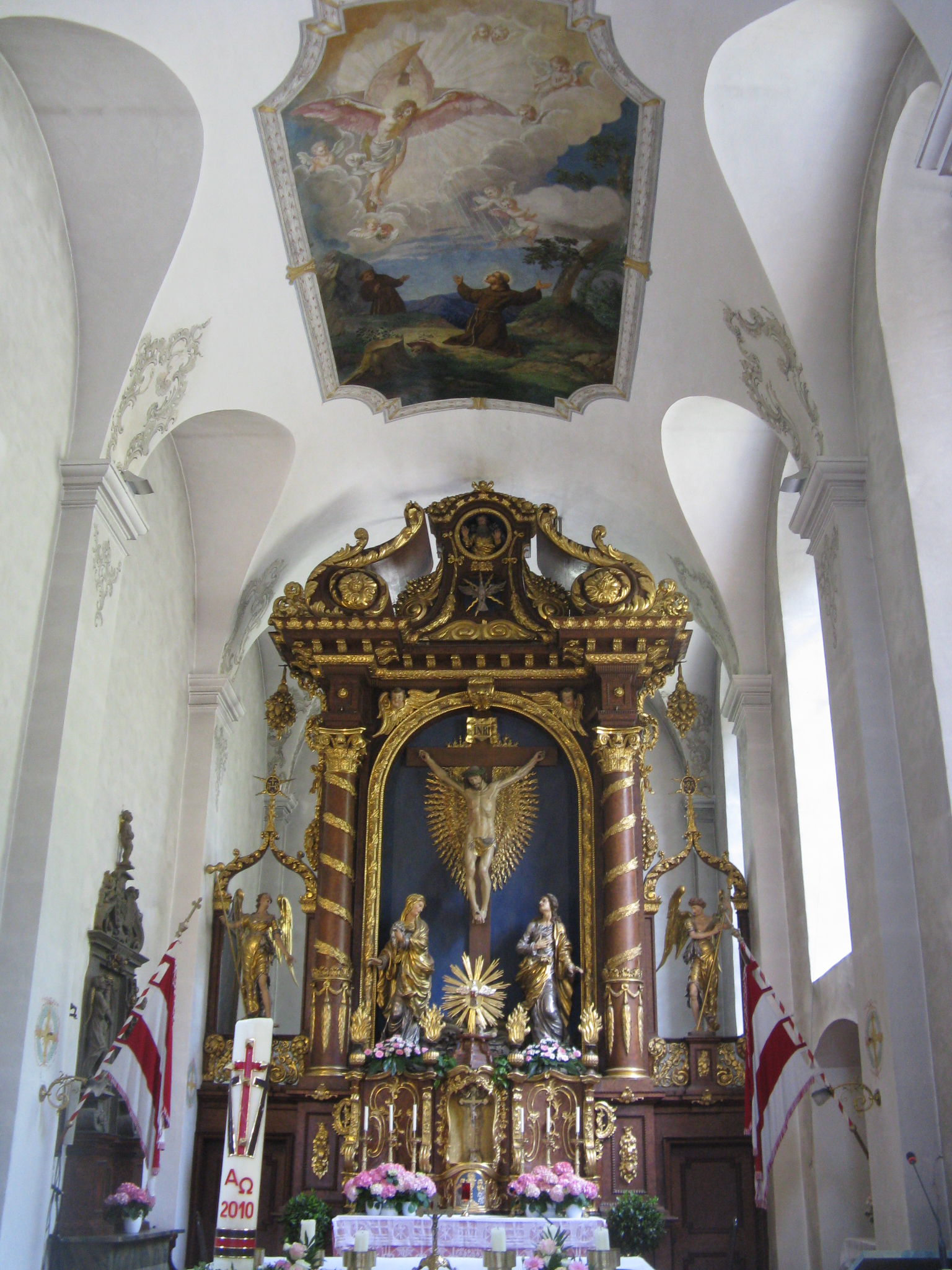
Hochaltar von 1692

Das Innere ist ein schlichter Saalbau mit vier Jochen, abgetrennt durch toskanische Pilaster, auf denen Kreuzgratgewölbe ruhen. Die Ausstattung entspricht im Wesentlichen dem Barock und dem Rokoko.
Der Hochaltar von 1692 hat die Kreuzigung Christi zum Thema, zwei Seitenaltäre sind als Pendants dazu gestaltet. Das Deckengemälde im Chor ist ein Werk von Ludwig Hepp, Aschaffenburg aus dem Jahr 1910 und hat die Stigmatisierung des Hl. Franziskus zum Thema.
Ein weiterer Altar in einer Seitenkapelle ist Antonius von Padua gewidmet und stellt Szenen aus seinem Leben dar.
Die Kanzel birgt Holzplastiken bedeutender Franziskanerheiliger, darunter der Heilige Franziskus, Antonius von Padua, Bonaventura da Bagnoregio, Ludwig von Toulouse, Petrus von Alcantara, Bernhard von Siena und Johannes von Capistrano.

### Glocken
Die Klosterkirche auf dem Kreuzberg verfügt im Dachreiter seit dem Jahre 1956 wieder über ein dreistimmiges Glockengeläut aus der Glockengießerei Otto in Bremen, nachdem spätestens seit dem Zweiten Weltkrieg keine historische Glocke mehr im Kloster vorhanden war.

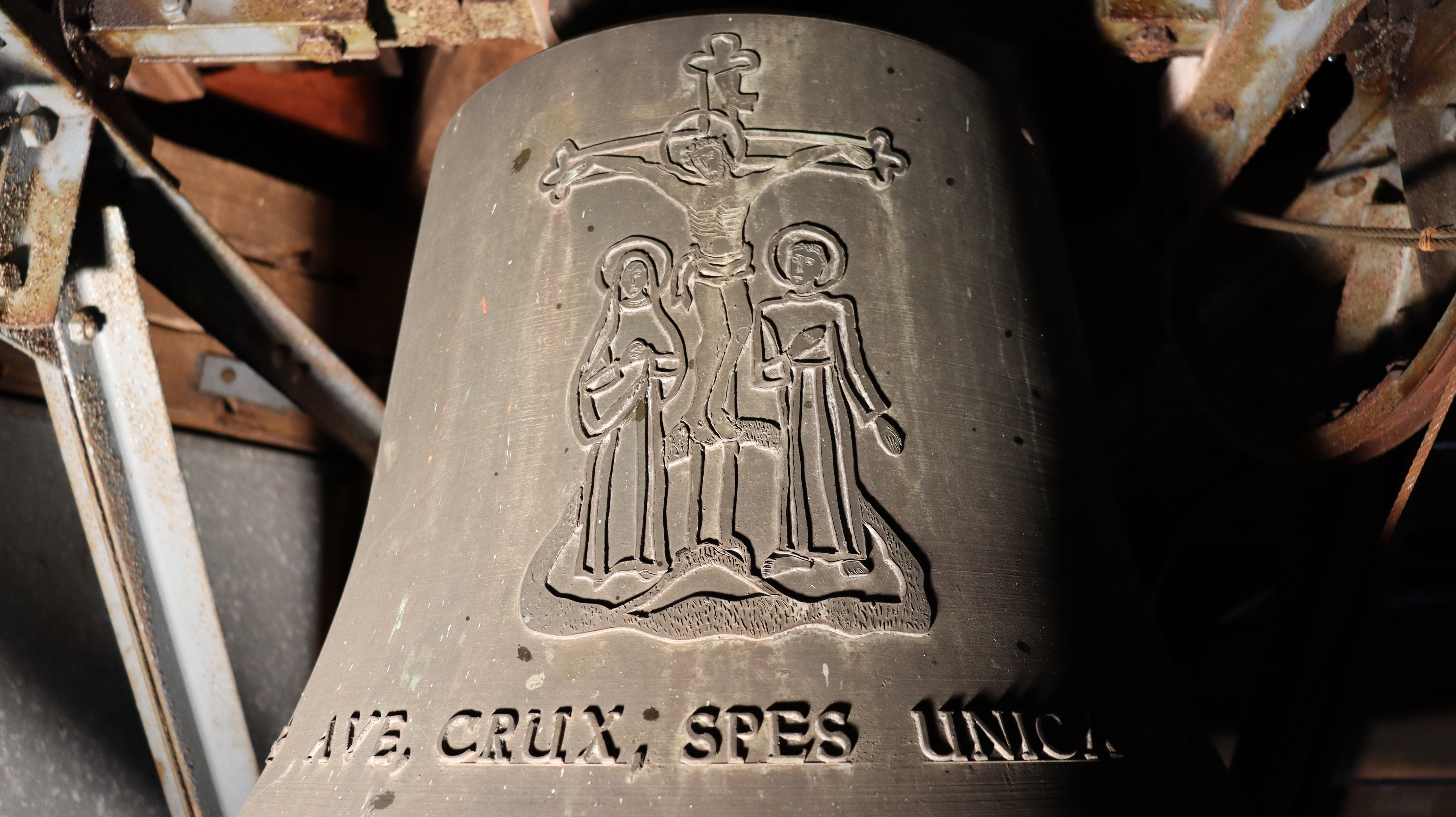
Inschrift auf der Kreuzglocke

| Glocke | Name         | Durchmesser | Schlagton | Inschrift                                                     |
| ------ | ------------ | ----------- | --------- | ------------------------------------------------------------- |
| 1      | Kreuzglocke  | 770 mm      | c″        | AVE CRUX SPES UNICA                                           |
| 2      | Marienglocke | 643 mm      | es″       | NOS CUM PROLE BENEDICAT VIRGO MARIA                           |
| 3      | St. Antonius | 565 mm      | f″        | SANCTE ANTONI PLEBS TUAM LAETABITUR IN TE + SUB TUO PRAESIDIO |

### Orgel

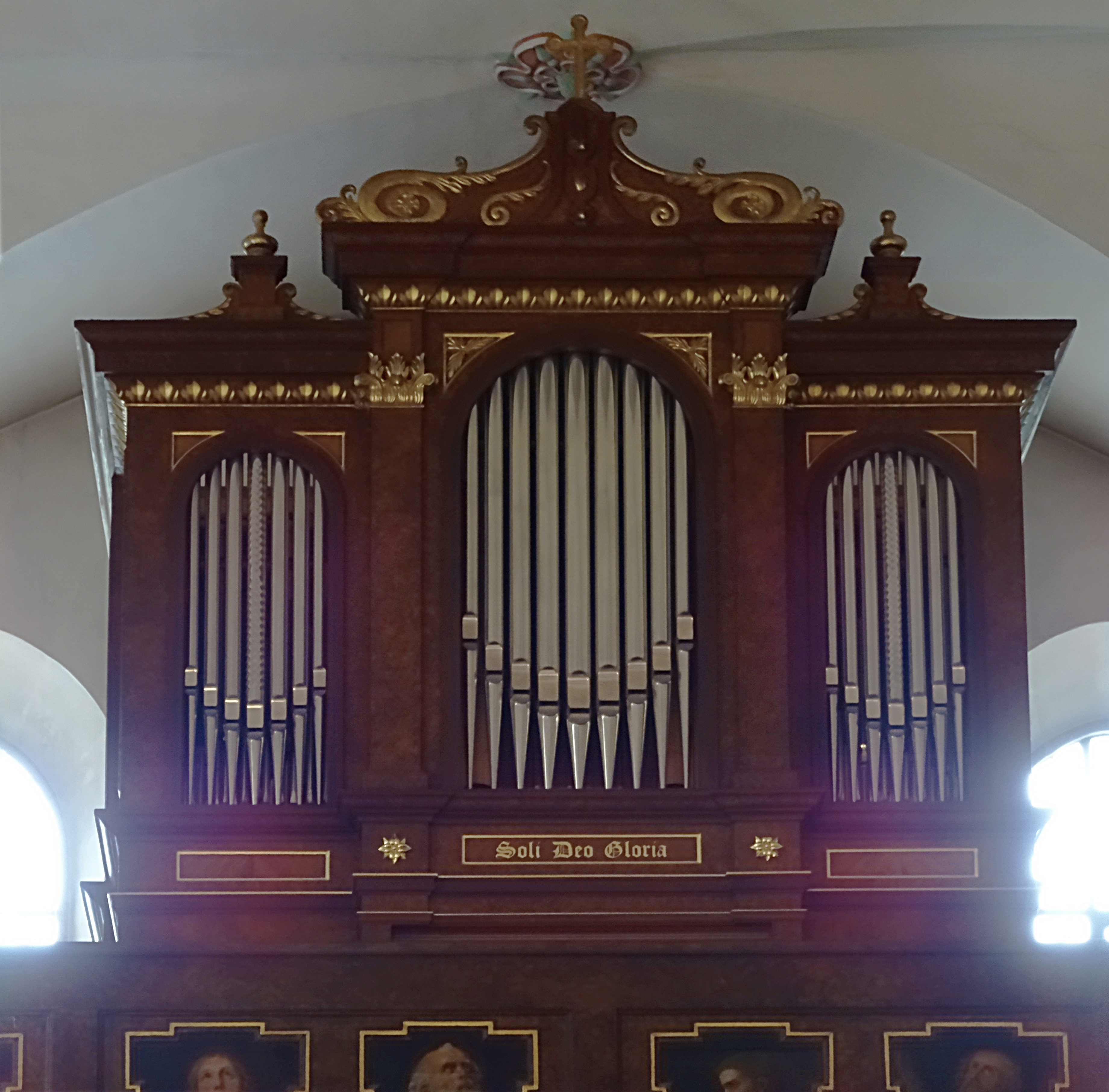
Orgel

Die Orgel der Klosterkirche baute 2005 die Orgelbaufirma Hey in Urspringen, einem Ortsteil von Ostheim vor der Rhön. Das Instrument hat 29 Register (ein Vorabzug) auf zwei Manualen und Pedal. Die Spieltrakturen sind mechanisch, die Registertrakturen elektrisch.
| I Hauptwerk C–g3 |                    |       |
| 1.               | Bourdon            | 16′   |
| 2.               | Principal          | 8′    |
| 3.               | Gedackt            | 8′    |
| 4.               | Salicional         | 8′    |
| 5.               | Octav              | 4′    |
| 6.               | Flöte              | 4′    |
| 7.               | Octav              | 2′    |
| 8.               | Quinte (aus Nr. 9) | 1 ⁄3′ |
| 9.               | Mixtur V           | 1 ⁄3′ |
| 10.              | Trompete           | 8′    |

| II Schwellwerk C–g3 |                |        |
| 11.                 | Principal      | 8′     |
| 12.                 | Bourdon        | 8′     |
| 13.                 | Tibia          | 8′     |
| 14.                 | Viola di Gamba | 8′     |
| 15.                 | Vox Coelestis  | 8′     |
| 16.                 | Principal      | 4′     |
| 17.                 | Traversflöte   | 4′     |
| 18.                 | Quinte         | 2 ⁄3′  |
| 19.                 | Flageolett     | 2′     |
| 20.                 | Terz           | 1 3⁄5′ |
| 21.                 | Mixtur IV      |        |
| 22.                 | Horn           | 8′     |
| 23.                 | Hautbois       | 8′     |
|                     | Tremulant      |        |

| Pedal C–f1 |            |     |
| 24.        | Violonbass | 16′ |
| 25.        | Subbass    | 16′ |
| 26.        | Octavbass  | 8′  |
| 27.        | Bourdon    | 8′  |
| 28.        | Octavbass  | 4′  |
| 29.        | Posaune    | 16′ |

- Koppeln:
  - Normalkoppeln: II/I, I/P, II/P
  - Superoktavkoppeln: II/I, II/II, II/P
  - Suboktavkoppeln: II/I, II/II
- Spielhilfen: 128-fache Setzeranlage

## Bruder-Franz-Haus

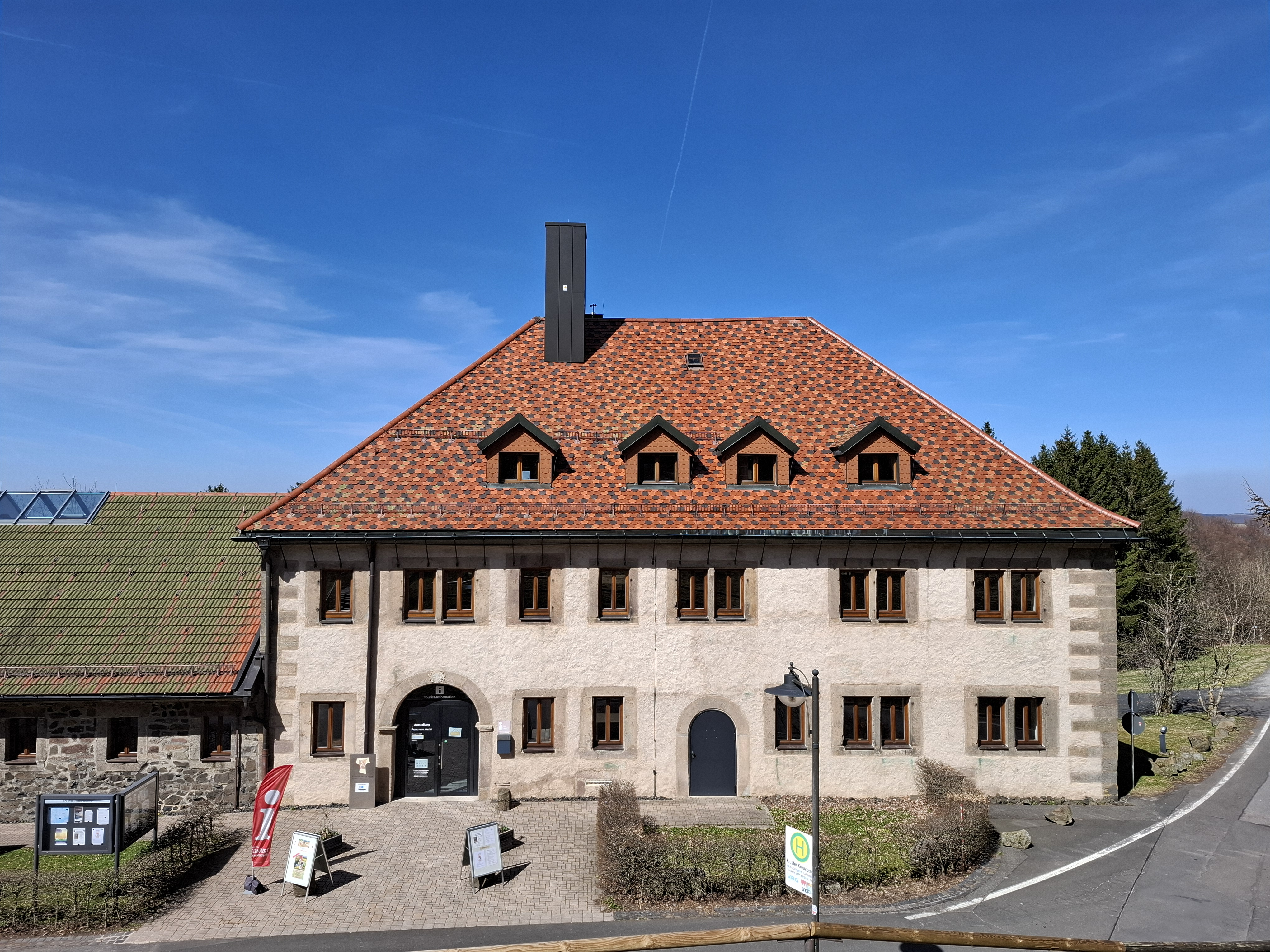
Bruder-Franz-Haus

Das Gebäude wurde 1687 als Gästehaus für Pilger errichtet und ist eines der ältesten Gebäude des Klosterkomplexes. Ab 1900 war es unter der Leitung der Familie Braun als Hotel Braun oder Kreuzberghotel bekannt. Zwischen 2006 und 2008 fand eine umfassend Generalsanierung mit kompletter Entkernung und einer neuen Innenaufteilung des Gebäudes statt. Es entstand zudem ein Anbau. Am 3. Dezember 2008 wurde das Gebäude unter dem Namen Bruder-Franz-Haus wiedereröffnet.
Im Foyer befindet sich eine Touristeninformation mit Shop der Rhön GmbH. Auf einer Höhe von 860 Meter (NN) ist das Bruder-Franz-Haus die höchstgelegenene Touristeninformation in Franken.
Eine Dauerausstellung über das Leben des heiligen Franziskus, den franziskanischen Orden und die Geschichte des Kreuzberges befindet sich im Erdgeschoss. Die Seelsorge- bzw. Seminarräume befinden sich im Obergeschoss.
Funktionsräume (Umkleiden/Duschen) für Wanderer und Radfahrer sind im Untergeschoss untergebracht.

## Brauerei

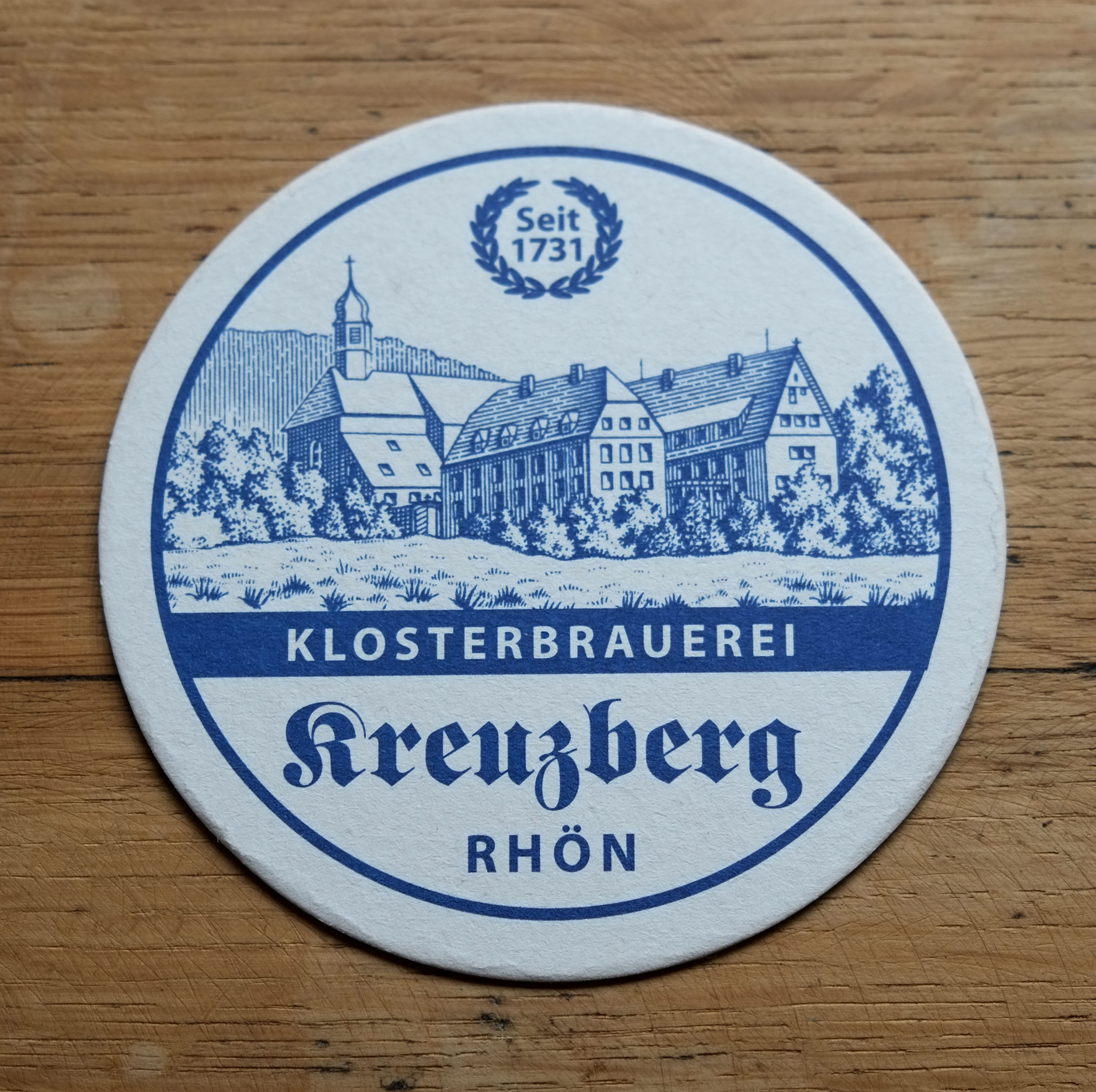
Bierdeckel der Klosterbrauerei

Die Brauerei besteht seit dem Jahre 1731 und hat einen Jahresausstoß von rund 8500 Hektolitern. Es werden die Sorten Dunkel, Pils, Hefeweizen und Weihnachts-Bock gebraut.

## Kreuzweg

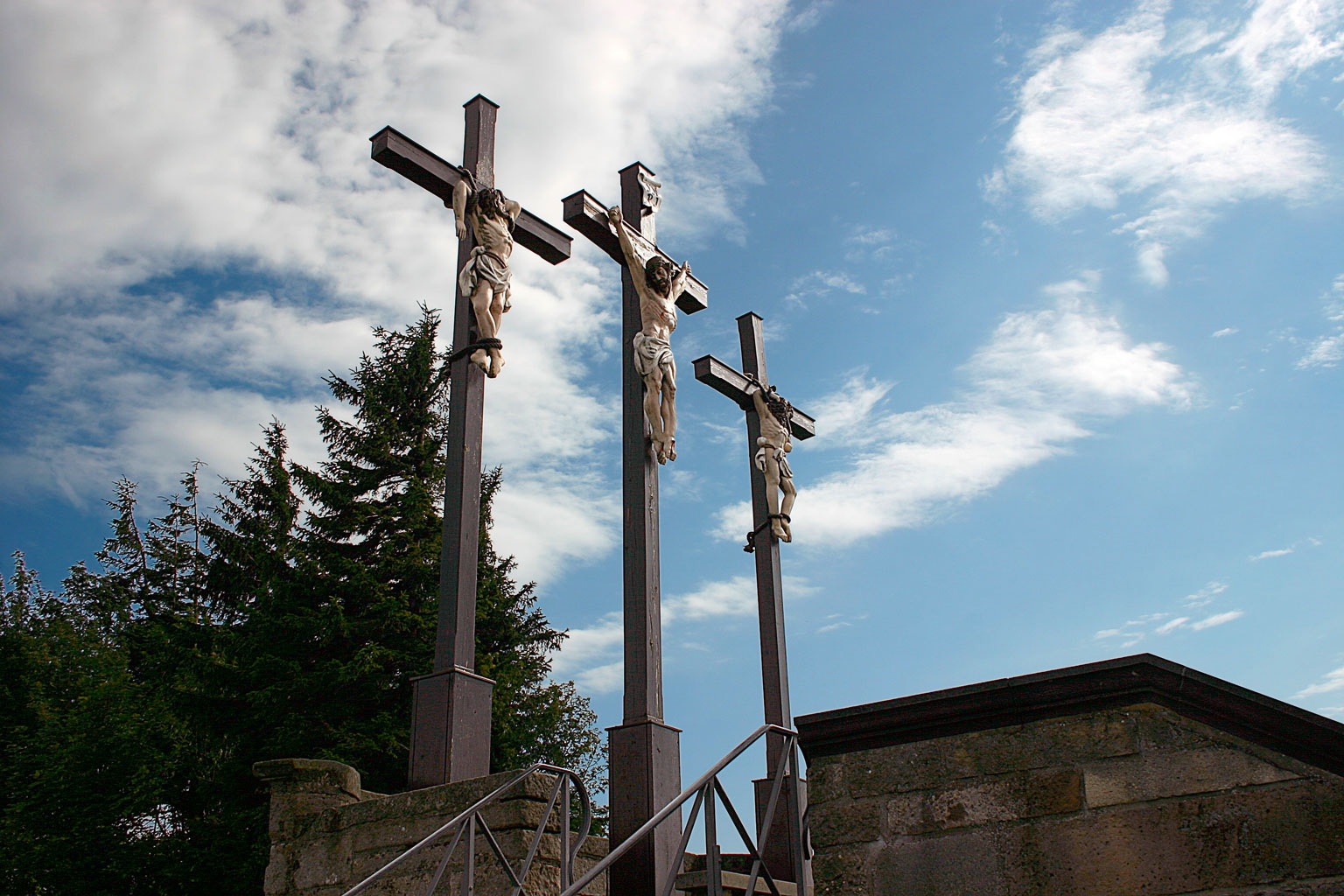
Golgatha-Gruppe

Der Weg zu der Golgatha-Gruppe – der Darstellung der Kreuzigung Jesu als 12. Station des Kreuzwegs – führt entweder über eine steinerne Treppenanlage oder über den Kapellenkreuzweg mit 14 Stationen. Er wurde 1710 errichtet und ist einer der ältesten seiner Art in Deutschland. Die Sandsteinfiguren stammen aus dem 18. Jahrhundert. 1870 waren sie, als sie verwitterten, vorübergehend durch gusseiserne Platten ersetzt worden. 1947 wurden die ursprünglichen Sandsteinreliefs restauriert und wieder eingesetzt. Die Gussreliefs sind heute an der Stützmauer der Kirche angebracht.

## Dokumentarfilme
- Franziskanerkloster Kreuzberg – der Sehnsuchtsort auf dem heiligen Berg der Franken. 73 Min. Produktion: Helmut Homberger. Deutschland 2021 (Online bei YouTube).